# Chất kích thích thần kinh

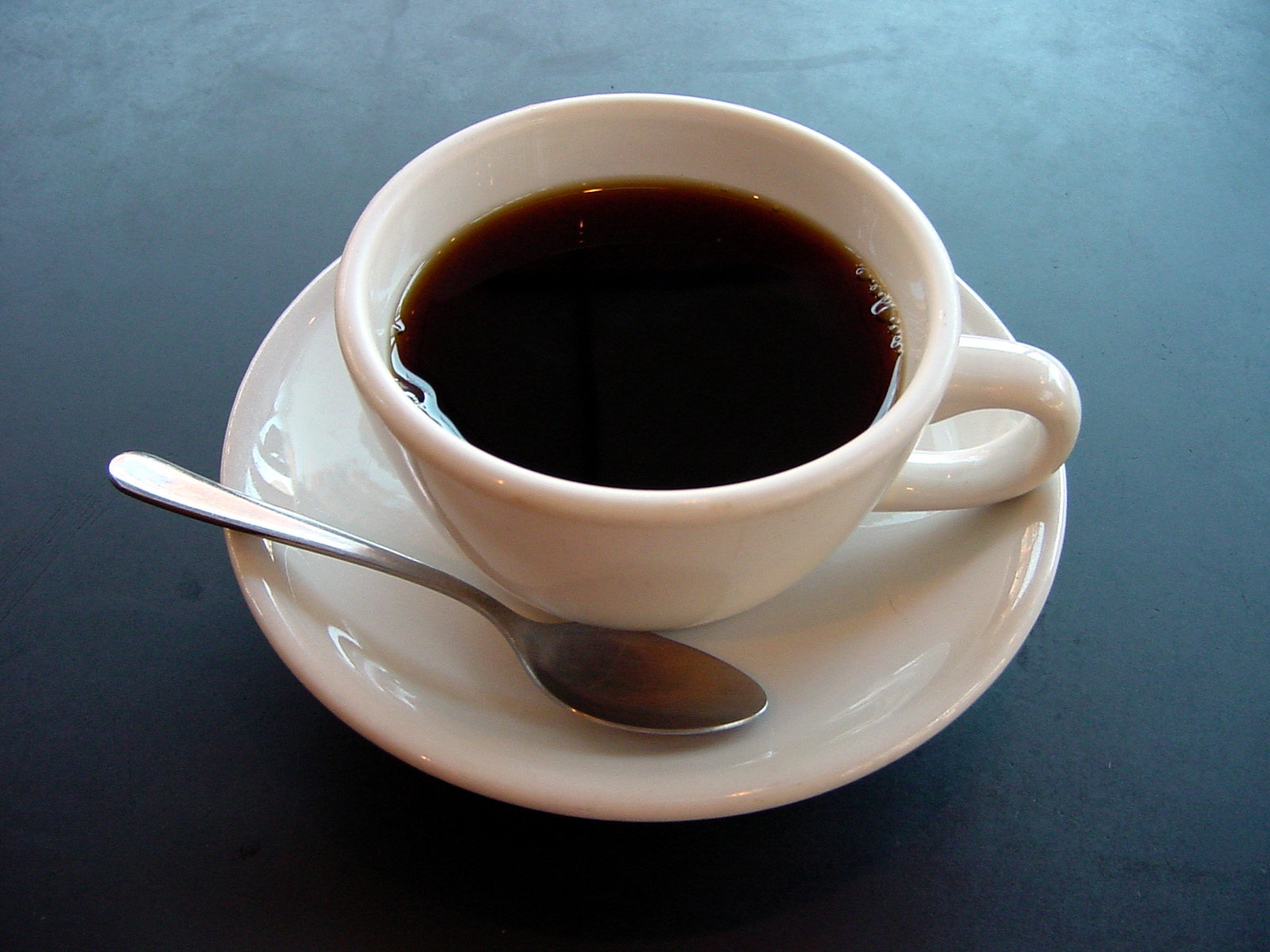
Cà phê là loại thức uống chứa chất kích thích thần kinh tác động đến thần kinh được sử dụng rộng rãi nhất trên thế giới. Năm 1999 mức tiêu thụ cà phê trung bình của mỗi người dân Mỹ là 3,5 tách mỗi ngày.

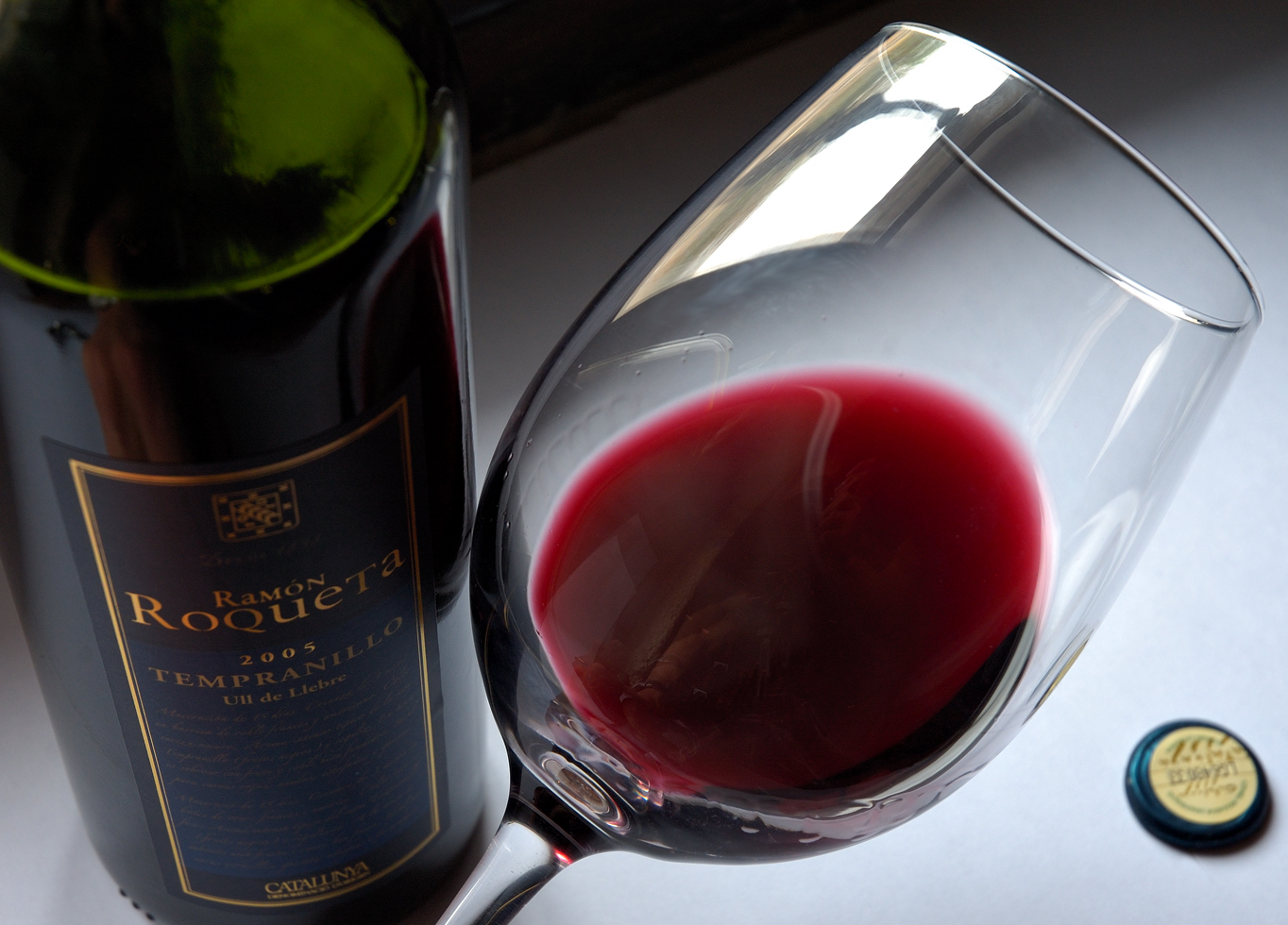
Rượu là một loại thức uống có cồn phổ biến.

Chất kích thích thần kinh nói chung là bất kỳ chất nào khi hấp thụ vào cơ thể của một sinh vật sống có thể làm thay đổi chức năng bình thường của cơ thể theo hướng tạo ra sự phụ thuộc của cơ thể đối với chất đó hoặc cảm giác thèm thuồng, ghiền, nghiện ở các mức độ khác nhau. Không có định nghĩa chính xác duy nhất nào về chất kích thích thần kinh vì có nhiều giải thích khác nhau trong luật quy định về chất kích thích thần kinh, trong các quy định của chính phủ, trong y học và trong cách sử dụng tùy theo thông tục.
Thuốc cũng là một loại chất kích thích thần kinh. Trong dược lý học, thuốc là "một loại hóa chất được sử dụng trong điều trị, chữa bệnh, phòng chống, chẩn bệnh hoặc sử dụng để tăng cường thể chất hoặc tâm thần cho con người nếu không thể dùng cách khác." Thuốc có thể được kê đơn sử dụng trong một thời gian hạn chế, hoặc cho các trường hợp rối loạn mãn tính thông thường.
Chất kích thích thần kinh tiêu khiển hay còn được gọi là thuốc gây nghiện là những chất hóa học có ảnh hưởng đến hệ thần kinh trung ương, chẳng hạn như opioid hoặc chất gây ảo giác. Chúng có thể được sử dụng để tạo cảm nhận về tác động có lợi lên nhận thức, ý thức, nhân cách, và hành vi. Một số loại thuốc có thể gây nghiện hay quen thuốc.
Thuốc thường được phân biệt với các chất hóa sinh tạo ra trong cơ thể qua việc được đưa vào từ bên ngoài. Ví dụ, insulin là một hormon được tổng hợp trong cơ thể, nó được gọi là hormon vì được tổng hợp bởi các tuyến tụy. Nhưng nếu nó được đưa vào cơ thể từ bên ngoài, lúc này nó sẽ là một loại thuốc. Nhiều chất gây nghiện có nguồn gốc tự nhiên như các loại bia, rượu và một số loại nấm làm mờ ranh giới giữa thực phẩm và chất gây nghiện tiêu khiển, vì khi được hấp thu vào cơ thể chúng ảnh hưởng đến chức năng tinh thần và thể chất. 

## Chất gây nghiện

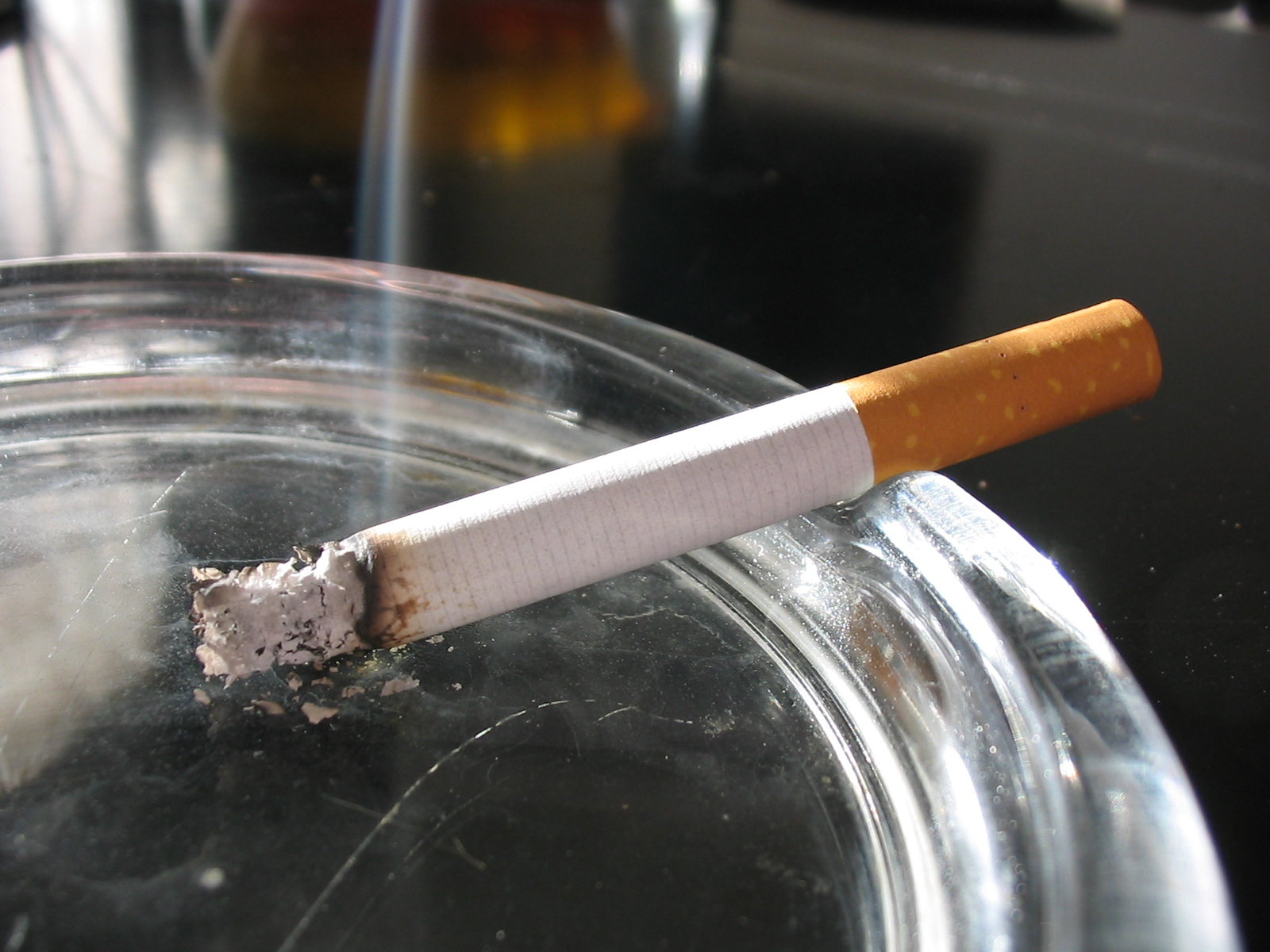
Thuốc lá có nguồn gốc từ cây thuốc lá – là một trong những chất gây nghiện tiêu khiển bán chạy nhất thế giới.

Chất gây nghiện tiêu khiển được sử dụng như một loại chất kích thích tinh thần nhằm đem lại sự vui thích, để thử một trải nghiệm hoặc để củng cố trải nghiệm được xem là tích cực trước đó. Luật pháp quốc gia ngăn cấm việc sử dụng nhiều chất gây nghiện tiêu khiển khác nhau, trong khi đó, các loại thuốc y tế có khả năng sử dụng để trải trí đang được điều chỉnh chặt chẽ về phạm vi sử dụng. Mặt khác, nhiều loại chất gây nghiện tiêu khiển khác được xem là hợp pháp và được chấp nhận một cách rộng rãi trong nền văn hóa, tuy hầu hết đều có giới hạn độ tuổi sử dụng hoặc mua. Các chất này bao gồm rượu, thuốc lá, hạt trầu không và các sản phẩm có chất cafein. Tại các khu vực khác trên thế giới, những chất gây nghiện như Khat (lá nhai dùng như chất ma túy) rất phổ biến. Do tình trạng pháp lý của nhiều loại chất gây nghiện, việc sử dụng chất gây nghiện giải trí gây ra nhiều tranh cãi, nhiều chính phủ không nhận ra tác dụng tích cực khác của việc sử dụng chất gây nghiện lên tinh thần và xếp chúng vào loại hình sử dụng tiêu khiển bất hợp pháp.